# الشعر العربي في العصر الأموي

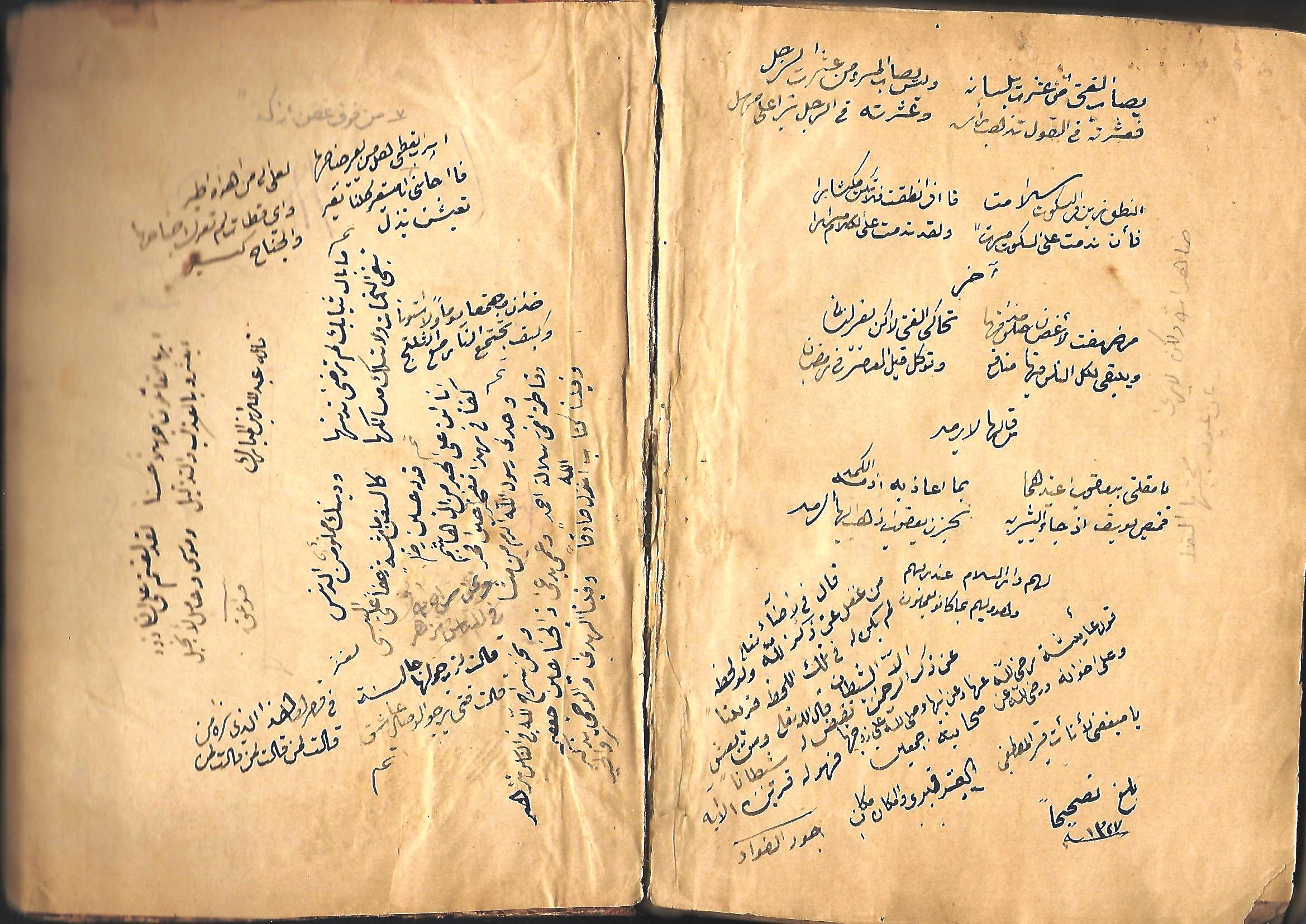
غلاف لكتاب كتب عليه الشعر

الشعر العربي في العصر الأموي يعد العصر الأموي واحدًا من أكثر عصور الأدب ازدهارًا في نتاجِه الشعري، فقد بلغ الأدب العربي أوجها في هذا العصر، واحتضنته بيئات جديدة غير بيئة الجزيرة العربية، مما جعل هذا الأدب يتلون بألوان هذه البيئات ويتأثر بها، فقد كان لكل من بيئات الشام وخراسان والعراق ومصر والأندلس والمغرب الأثرُ القوي في تطور الحياة الفكرية والأدبية والاجتماعية، ولعل من أبرز المؤثرات الإجتماعية ظهور طبقة الموالي الذين شاركوا في الحياة الأدبية، حيث ظهر منهم الكتاب والشعراء والخطباء، بالإضافة إلى إهتمام البلاط الأموي بهم.

## خصائصه

### تجويد الشعر
اعتنى الشّعراء بالشعر في العصر الأموي بتجويد شعرهم وأكبّوا على العناية به، حيث قاموا بإتخاذه حرفة يتكسبون بها، فراحوا يتنافسون في تنقيح شعرهم بغية إرضاء الممدوحين والنقاد، وكان لهم الفضل الكبير في الإتجاه بالقصيدة العربية نحو شكلها الفني المكتمل، سواء من حيث متانة أسلوبها، وإتقان صياغتها أم من حيث بنائها الفني فيها.

## المدح
اهتم الخلفاء والأمراء بتأييد الشعر لأن الشعر يهيمن على النفوس ويتناقله الناس بيسر وسهولة، فلا تجد مجلساً إِلا ويذكر فيه الشعر، وبنو أمية يعرفون سلطان الشعر على نفوس العرب، وهم في أمس الحاجة إِلى الإشادة بهم وتأييدهم أمام خصومهم.
المدح في العصر الأموي لم يقتصر على بني أمية وقوادهم ولكن المديح الذي قيل في هـؤلاء يمثل نسبة عالية من المديح الذي قيل في العصر الأموي، وشعر المدح يقال عادة في الخليفة والأمراء والقواد.
ومن أشهر شعراء المدح في هذا العصر : الأخطل وجرير والفرزدق وذو الرمة ونـصيب وليلى الأَخيلية وأبو نخيلة وزياد الأعجم. والمعاني التي قال فيها هؤلاء الشعراء مـديحهم لا ختلف كثيراً عن معاني المدح في العصر الجاهلي من شجاعة وكرم ووفاء وحلم ونجـدة ومـروءة ونبل.